# 田辺裕信
田辺 裕信（たなべ ひろのぶ、1984年2月12日 - ）は、日本中央競馬会 (JRA)の騎手。日本騎手クラブ関東支部副支部長。
戸籍上の表記は旧字体が含まれた「田邊」だが、JRAでは旧字体での登録が認められていないため、新字体の「田辺」に修正して登録される（一部の地方競馬では旧字体表記となる場合がある）。

## 来歴
父親はJAの職員、母親は主婦という一般家庭に生まれる。妹と弟がいる3人兄弟の長男。部活ではソフトテニスをしていた。競馬との接点は、父親が競馬ファンだったことによる。
2002年、2月にJRA競馬学校騎手課程を第18期生として卒業し騎手免許を取得し、小西一男厩舎に所属する。3月2日に初騎乗。中山競馬第2競走で9番人気のアルファジェネラスに騎乗し8着。3月21日に高崎競馬場で地方競馬初騎乗。弥生特別でシアトルドータに騎乗し、11頭立て8番人気で11着だった。8月3日に新潟競馬第12競走で4番人気のヒノデツートンに騎乗し、初勝利を挙げた。
2004年4月25日、重賞初騎乗となった福島牝馬ステークスでは、14番人気のトーセンリリーに騎乗して16着だった。
2009年8月30日のキーンランドカップでは、モルトグランデに騎乗し2位入線を果たす。このまま確定すれば重賞初連対であったが、最後の直線で他馬の走行を妨害したとして8着に降着となり、田辺は開催日4日間の騎乗停止処分を受けた。
2010年6月19日、福島競馬第11競走の安達太良ステークスで、栗東・松田博資厩舎所属のアドマイヤマジンに騎乗して勝利。これをきっかけに松田博資調教師の信頼を得ると、他の栗東の有力厩舎からも依頼が増えるようになった。
2011年4月24日のアンタレスステークスでは、栗東・吉田直弘厩舎所属のゴルトブリッツに騎乗して勝利し、デビューから10年目で初重賞勝利を飾った。8月8日、3年前に知り合い、この年から交際していた一般女性と入籍した。同年は88勝を挙げ、全国リーディング7位・関東リーディング3位と躍進し、中央競馬騎手年間ホープ賞を受賞した。
2014年2月23日、フェブラリーステークスを16頭立て16番人気のコパノリッキーで勝ち、25回目の挑戦でGI初勝利を果たした。サマージョッキーズシリーズでは、七夕賞・関屋記念・京成杯オータムハンデキャップの3勝を挙げて優勝、初めてワールドスーパージョッキーズシリーズ（WSJS）の出場権を獲得した。WSJSでは、2戦目のファンタスティックジョッキーズトロフィーで勝利を挙げ、総合成績では戸崎圭太と並ぶ3位タイに入った。厩舎関係者表彰のフェアプレー賞を初受賞。
2016年2月1日、小西厩舎所属からフリーとなったが、バレットはその後も小西の娘である小西由紀が務めている。
2019年1月6日、中山競馬第2競走でゴールデンウェルに騎乗して史上38人目となるJRA通算10000回騎乗を達成した。
2021年8月1日、新潟競馬第8競走をノーリスで制し、史上40人目となるJRA通算1000勝を達成した。
2022年10月23日、阪神競馬第11競走・菊花賞をアスクビクターモアに騎乗し1着、自身初のクラシック競走制覇を果たした。
2025年3月1日、中山競馬第9競走の水仙賞をエーオーキングで勝利し、史上33人目、現役では17人目となるJRA通算1200勝を1万3717戦目で達成した。同年4月20日、福島牝馬ステークスでアドマイヤマツリに騎乗し1着となり、同競走が創設された2004年以降、史上初となる福島競馬場で施行される4重賞を全てを制覇。

## 主な騎乗馬
- ゴルトブリッツ（2011年アンタレスステークス）[22]
- エイシンアポロン（2011年富士ステークス）[23]
- エーシンヴァーゴウ（2011年セントウルステークス）[24]
- ヴェルデグリーン（2013年オールカマー、2014年アメリカジョッキークラブカップ）[25]
- マーブルカテドラル（2013年アルテミスステークス）[26]
- カラダレジェンド（2013年京王杯2歳ステークス）[27]
- コパノリッキー（2014年フェブラリーステークス、かしわ記念、JBCクラシック、2016年・2017年マイルチャンピオンシップ南部杯、2017年東京大賞典）[28]
- メイショウナルト（2014年七夕賞）[29]
- ブライトエンブレム（2014年札幌2歳ステークス）[30]
- クラレント（2014年関屋記念、京成杯オータムハンデキャップ）[31]
- クリールカイザー（2015年アメリカジョッキークラブカップ）[32]
- バウンスシャッセ（2015年中山牝馬ステークス、2016年愛知杯）[33]
- ロードクエスト（2015年新潟2歳ステークス）[34]
- フラアンジェリコ（2015年京成杯オータムハンデキャップ）
- デンコウアンジュ （2015年アルテミスステークス）[35]
- ストロングサウザー（2016年佐賀記念、マーキュリーカップ）
- トウショウドラフタ（2016年ファルコンステークス）
- ロゴタイプ（2016年安田記念）[36]
- タマノブリュネット（2016年レディスプレリュード）
- タガノトネール（2016年武蔵野ステークス）
- コマノインパルス（2017年京成杯）[37]
- シャケトラ（2017年日経賞）
- グランシルク（2017年京成杯オータムハンデキャップ）
- ジェネラーレウーノ（2018年京成杯、セントライト記念）[38]
- テトラドラクマ（2018年クイーンカップ）
- グレーターロンドン  (2018年中京記念)
- オールブラッシュ（2018年浦和記念）
- ブレイキングドーン （2019年ラジオNIKKEI賞）
- アルクトス（2019年プロキオンステークス、2020年・2021年マイルチャンピオンシップ南部杯、2021年さきたま杯）
- ライオンボス （2019年アイビスサマーダッシュ）[39]
- ハヤヤッコ （2019年レパードステークス）
- マルターズディオサ（2020年チューリップ賞、紫苑ステークス）
- シャインガーネット（2020年ファルコンステークス）
- ロータスランド（2021年関屋記念）
- アサマノイタズラ（2021年セントライト記念）
- ディバインフォース（2021年ステイヤーズステークス）
- イルーシヴパンサー（2022年東京新聞杯）
- アスクビクターモア（2022年弥生賞ディープインパクト記念、菊花賞）
- エリカヴィータ（2022年フローラステークス）
- ブレークアップ（2022年アルゼンチン共和国杯）[40]
- ホウオウエミーズ（2023年福島記念）[41]
- オフトレイル （2024年ラジオNIKKEI賞）
- アドマイヤマツリ（2025年福島牝馬ステークス）

## 騎乗成績
|            | 日付          | 競馬場・開催  | 競走名        | 馬名               | 頭数 | 人気 | 着順 |
| ---------- | ------------- | ------------- | ------------- | ------------------ | ---- | ---- | ---- |
| 初騎乗     | 2002年3月2日  | 1回中山3日2R  | 3歳未勝利     | アルファジェネラス | 16頭 | 9    | 8着  |
| 初勝利     | 2002年8月3日  | 2回新潟7日12R | 3歳上500万下  | ヒノデツートン     | 14頭 | 4    | 1着  |
| 重賞初騎乗 | 2004年4月25日 | 1回福島8日11R | 福島牝馬S     | トーセンリリー     | 16頭 | 14   | 16着 |
| 重賞初勝利 | 2011年4月24日 | 3回京都2日11R | アンタレスS   | ゴルトブリッツ     | 13頭 | 3    | 1着  |
| GI初騎乗   | 2010年12月9日 | 5回中山6日11R | 朝日杯FS      | タガノロックオン   | 16頭 | 15   | 12着 |
| GI初勝利   | 2014年2月23日 | 1回東京8日11R | フェブラリーS | コパノリッキー     | 16頭 | 16   | 1着  |

| 年度   | 1着  | 2着  | 3着  | 騎乗数 | 勝率 | 連対率 | 複勝率 | 表彰                     |
| ------ | ---- | ---- | ---- | ------ | ---- | ------ | ------ | ------------------------ |
| 2002年 | 8    | 4    | 8    | 141    | .057 | .085   | .142   |                          |
| 2003年 | 20   | 18   | 19   | 310    | .065 | .123   | .184   |                          |
| 2004年 | 15   | 28   | 35   | 477    | .031 | .090   | .164   |                          |
| 2005年 | 13   | 13   | 22   | 344    | .038 | .076   | .140   |                          |
| 2006年 | 10   | 12   | 25   | 333    | .030 | .066   | .141   |                          |
| 2007年 | 13   | 11   | 21   | 365    | .036 | .066   | .123   |                          |
| 2008年 | 13   | 15   | 32   | 327    | .040 | .086   | .183   |                          |
| 2009年 | 33   | 37   | 31   | 534    | .062 | .131   | .189   |                          |
| 2010年 | 37   | 38   | 43   | 674    | .055 | .111   | .175   |                          |
| 2011年 | 88   | 76   | 82   | 868    | .101 | .189   | .283   | 中央競馬騎手年間ホープ賞 |
| 2012年 | 52   | 72   | 66   | 869    | .060 | .143   | .219   |                          |
| 2013年 | 88   | 67   | 81   | 879    | .100 | .176   | .268   |                          |
| 2014年 | 75   | 73   | 70   | 835    | .090 | .177   | .261   | フェアプレー賞（関東）   |
| 2015年 | 77   | 70   | 81   | 803    | .096 | .183   | .284   |                          |
| 2016年 | 86   | 82   | 76   | 775    | .111 | .217   | .315   |                          |
| 2017年 | 84   | 84   | 64   | 686    | .122 | .245   | .338   |                          |
| 2018年 | 85   | 72   | 80   | 772    | .110 | .203   | .307   | フェアプレー賞（関東）   |
| 2019年 | 87   | 73   | 69   | 652    | .133 | .245   | .351   |                          |
| 2020年 | 74   | 87   | 78   | 759    | .097 | .212   | .315   | フェアプレー賞（関東）   |
| 2021年 | 66   | 59   | 49   | 596    | .111 | .210   | .292   | フェアプレー賞（関東）   |
| 2022年 | 72   | 66   | 59   | 557    | .129 | .248   | .354   | フェアプレー賞（関東）   |
| 2023年 | 57   | 58   | 49   | 549    | .104 | .209   | .299   | フェアプレー賞（関東）   |
| 2024年 | 41   | 60   | 45   | 520    | .079 | .194   | .281   | フェアプレー賞（関東）   |
| 中央   | 1194 | 1175 | 1184 | 13625  | .088 | .173   | .261   |                          |
| 地方   | 13   | 17   | 10   | 166    | .078 | .180   | .240   |                          |

## その他
フェアプレー賞は2014年、2018年と2020年より4年連続となる2023年まで計6回受賞している。
騎乗依頼仲介者は優馬の坂倉和智。